# Styloptocuma erecta
Styloptocuma erecta är en kräftdjursart som beskrevs av Jones 1984. Styloptocuma erecta ingår i släktet Styloptocuma och familjen Nannastacidae. Inga underarter finns listade i Catalogue of Life.